# فوجی‌فیلم فاین‌پیکس رییل ۳دی
فوجی‌فیلم فاین‌پیکس رییل ۳دی (به انگلیسی: Fujifilm FinePix Real 3D) یک دوربین عکاسی ساخت شرکت فوجی‌فیلم است.